# 灌木林
灌木林与矮树林是一类特殊生物群系，其密度较灌丛高，高度较疏林矮。由于产生条件苛刻，灌木林只成片分布于两类地区。木干较灌木粗壮的可称为矮树林。

## 高山常绿阔叶云林
这种常绿阔叶亚型主要分布于菲律宾、苏门答腊等岛屿及中南美洲的安第斯山，常常位于海拔比热带山地云林更高的湿润地区，常伴有云雾。部分矮树林被游客称作“盆景林园”（英語：bonsai forest）。

## 海阶旱生常绿硬叶林
在加州等地的海阶处成片分布有灌木林的亚热带旱生常绿硬叶亚型。

## 散状分布
灌木林在全球多地均有少量分布，包括暖温带地区。
1. ↑  Cavelier, Jaime; Mejia, Carlos A. . Agricultural and Forest Meteorology. November 1990, 53 (1–2): 105–123. Bibcode:1990AgFM...53..105C. doi:10.1016/0168-1923(90)90127-R.
2. ↑  Cavelier, Jaime; Tanner, Edmund; Santamaría, Johanna. . Journal of Tropical Ecology. January 2000, 16 (1): 83–99. ISSN 0266-4674. S2CID 85622844. doi:10.1017/s0266467400001280.